# Museo Nacional de la Historia de Ucrania en la Segunda Guerra Mundial
El Museo Nacional de la Historia de Ucrania en la Segunda Guerra Mundial (en ucraniano: Національний музей історії України у Другій світовій війні) es un memorial que conmemora la Segunda Guerra Mundial. Está ubicado en la parte sur del distrito Pechersk de Kiev, capital de Ucrania.
El museo abrió el 9 de mayo de 1981, Día de la Victoria, por el líder soviético Leonid Brézhnev. El 21 de junio de 1996 el museo obtuvo su estado actual de Museo Nacional por un decreto especial firmado por Leonid Kuchma, presidente de Ucrania.
Es uno de los museos más grandes de Ucrania, centrado alrededor de la famosa estatua de 62 metros de altura de la madre patria, que se ha convertido en uno de los lugares mejor reconocidos de Kiev. El museo ya ha sido visitado por más de 21 millones de personas.

## Memorial complex
El complejo del memorial cubre un área de 10 hectáreas sobre la colina, mirando al río Dniéper. Contiene el depósito de «La Llama de la Gloria», equipamiento militar de la Segunda Guerra Mundial y «El callejón de las Ciudades Heróicas». El museo también muestra armamento usado por la URSS después de la Segunda Guerra Mundial. Las esculturas en el callejón representan la valiente defensa de la frontera soviética de la invasión nazi de 1941, los horrores de la ocupación nazi, la lucha de los partisanos y la batalla de 1943 en el Dniéper.

## Monumento a la Madre Ucrania
La monumental estatua de la Madre Ucrania construida por Yevgueni Vuchétich, que mide 62 metros de altura y pesa 530 toneladas, se encuentra sobre el edificio del museo que sumado a la estructura del monumento alcanza una altura de 102 metros. La espada en la mano derecha de la estatua es de 16 metros de altura y pesa 9 toneladas, con la mano izquierda sostiene un escudo que mide 13 x 8 metros, el escudo se caracteriza por tener grabado el escudo de Ucrania (antiguamente el de la Unión Soviética). Bajo la estructura, en el museo, hay placas de mármol con los nombres grabados de más de 11.600 soldados y más de 200 trabajadores del frente soviético ucraniano, honrados durante la guerra con el título de Héroe de la Unión Soviética y el Héroe del Trabajo Socialista. En la colina bajo el museo se celebran exposiciones florales tradicionales.

## Cambio de nombre
La denominación hasta 2015 del museo fue Museo de la Gran Guerra Patriótica. En abril de ese año, el Parlamento de Ucrania prohibió el término «Gran Guerra Patriótica», así como cualquier simbología nazi y comunista en el callejero y en monumentos. El 16 de mayo el ministro de Cultura Vyacheslav Kyrylenko declaró que el museo cambiaría su nombre y dos meses más tarde cambió su denominación a Museo Nacional de la Historia de Ucrania en la Segunda Guerra Mundial.